# Jean-Pierre Robert (football)
Pour les articles homonymes, voir Jean-Pierre Robert et Robert.
Jean-Pierre Robert est un footballeur français, né le 30 décembre 1957 à Abbeville (Somme), qui jouait au poste de gardien de but du début jusqu'à la fin des années 1980.

## Biographie
Formé à Abbeville, il revient au SC Abbeville en 1981 en Division 2.
Son principal fait d'armes est de tenir tête au Paris Saint-Germain le 12 mars 1983, lors du 1/16e de finale de Coupe de France, où Abbeville gagne le match retour 1-0 au stade Paul-Delique, après avoir perdu 2-0 à l'aller au Parc des Princes.
Il dispute un total de 184 matchs en Division 2 entre 1981 et 1988.

## Carrière
- 1980-1981 :  Le Touquet AC (CFA2)
- 1981-1990 :  SC Abbeville (D2 - DH - D4, réserve)
- 1990-1995 :  AS Gamaches (Régional)
- 1995-2000 :  L'Auxiloise (Régional)
- 2000-2007 :  US Abbeville (District)